# 喬丹·格雷厄姆 (1997年出生)
乔丹·欧文·格雷厄姆（英語：Jordan Owen Graham，1997年12月30日—）是一名英格蘭足球運動員，司職前鋒，現效力於英格蘭足球全國聯賽北球會基特宁。

## 球會生涯

### 牛津聯
格雷厄姆生於彼得伯勒，8歲時便在莱斯特城學習踢球。2015年，他轉投牛津联並效力兩個賽季。雖然他在牛津聯未曾代表球隊上場，但他曾被外借至非聯賽球會迪德科特鎮和法恩堡。

### 曼斯菲尔德城
2017年，格雷厄姆與曼斯菲尔德城簽約加盟，但首個球季大部份時間被外借至亨斯福德鎮，他在那裡上場33次並打進10球。2018年8月4日，他首次代表曼斯菲尔德城在英格兰足球联赛上場參加對纽波特郡的比賽。
2019年1月21日，他與球會續約18個月，使他留效至2019/20球季。球季結束後，球會與格雷厄姆商討續約事宜，但雙方沒有達成協議，而他亦最後約滿離隊。

### 塔姆沃思

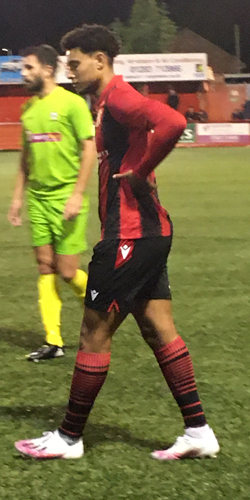
2020年9月效力塔姆沃思的格雷厄姆

2020年9月19日，他與英格蘭足球南部超級聯賽球會塔姆沃思試訓成功後簽約轉會。9月22日，格雷厄姆首次代表塔姆沃思上場，參加英格蘭足總盃第一輪資格賽對斯陶爾布里奇，他在70分鐘換入並在80和89分鐘取得進球，使球隊由3-1落後下追平至3-3，最終球隊在點球大戰中取勝晉級。9月26日，他打進在南部聯賽首顆進球，使球隊以4-2取勝。在2020/21球季，球隊因為2019冠狀病毒病影響下而縮減球員，格雷厄姆因此不獲續約。

### AFC鲁斯顿钻石
2022年3月18日，他投效英格蘭足球南部超級聯賽球會AFC鲁斯顿钻石。

### 基特宁
2022年6月，他轉投英格蘭足球全國聯賽北球會基特宁。

## 外部連結
- 足球数据库：喬丹·格雷厄姆的球员统计数据
- Soccerway資料庫：喬丹·格雷厄姆